# 卡薩-旅客車站

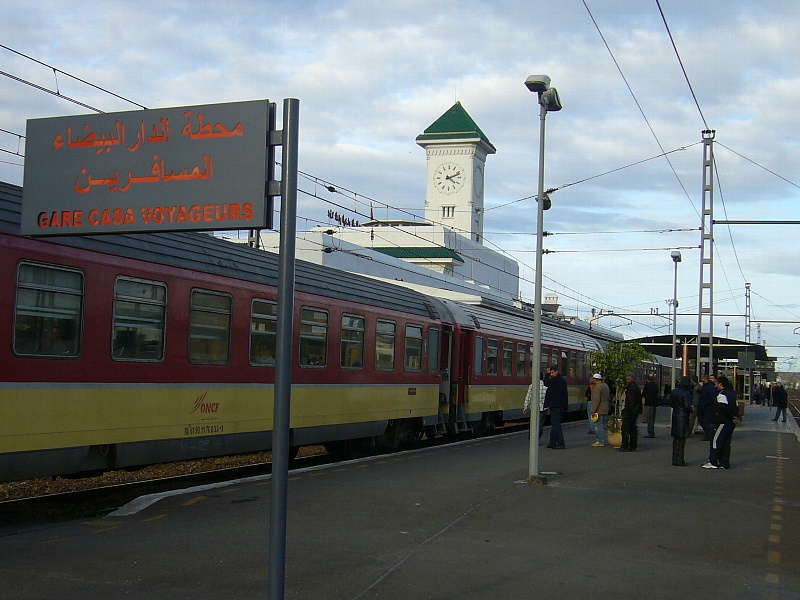
列車停靠於卡薩-旅客車站

卡薩-旅客車站（阿拉伯语：‎，羅馬化：Maḥaṭṭat ad-Dār al-Baiḍāʾ al-Musāfirīn）是摩洛哥第一大城卡薩布蘭卡市中心的一座鐵路車站，於1923年法屬摩洛哥時期完工，目前由ONCF營運。卡薩-旅行者車站擁有8座月台，提供郊區和長途火車服務，是卡薩布蘭卡的主要車站之一，並為連接摩洛哥鐵路網絡的幾條主要線路的重要樞紐。
2018年11月，卡薩-旅客車站成為卡薩布蘭卡－丹吉爾高速鐵路的終點站，該路線可在2小時10分鐘內連接卡薩布蘭卡和丹吉爾。因應高速鐵路通車，車站也進行了擴建。